# 夸夸皮察瓦克
夸夸皮察瓦克（發音：[kʷaːkʷaʍpiˈtsaːwak]）(1417年去世)是阿兹特克帝国城邦特拉特洛尔科的第一任统治者。他的名字也常被拼写为Cuacuauhpitzahuac、Cuacuapitzahuac和Quaquauhpitzahuac。
他的侄子是Tecollotzin。

## 统治时期
夸夸皮察瓦克于1376年被其父亲Tezozomoc任命为特拉特洛尔科的第一任特拉托阿尼。在他的统治下，特拉特洛尔科的军队参与多次占领行动，得到从墨西哥谷东部供奉的贡品。

## 家族
他是Tezozomoc之子。
他是阿库尔纳瓦卡特尔·察库瓦卡特尔、Tzihuactlayahuallohuatzin、Maxtla、Epcoatl和Ayauhcihuatl的兄弟。
他的妻子是Acxocueitl.
他于1417年去世之后，他的儿子特拉卡特奥特尔上台执政。
他也是Matlalatzin(奇马尔波波卡之妻)和Huacaltzintli(伊兹科瓦特尔之妻)之父。
他还是Tezozomoc的爷爷。